# 도널드 크래셔 프라이스
도널드 크래셔 "돈" 프라이스(영어: Donald Krasher "Don" Price: 1910년 1월 23일-1995년 7월 9일)는 미국의 정치학자다.  과학정책학 분야의 개척자이며, 1958년부터 1976년까지 하버드 케네디 스쿨의 초대 학장을 역임했다.